# Mietvilla Wollnerstraße 3

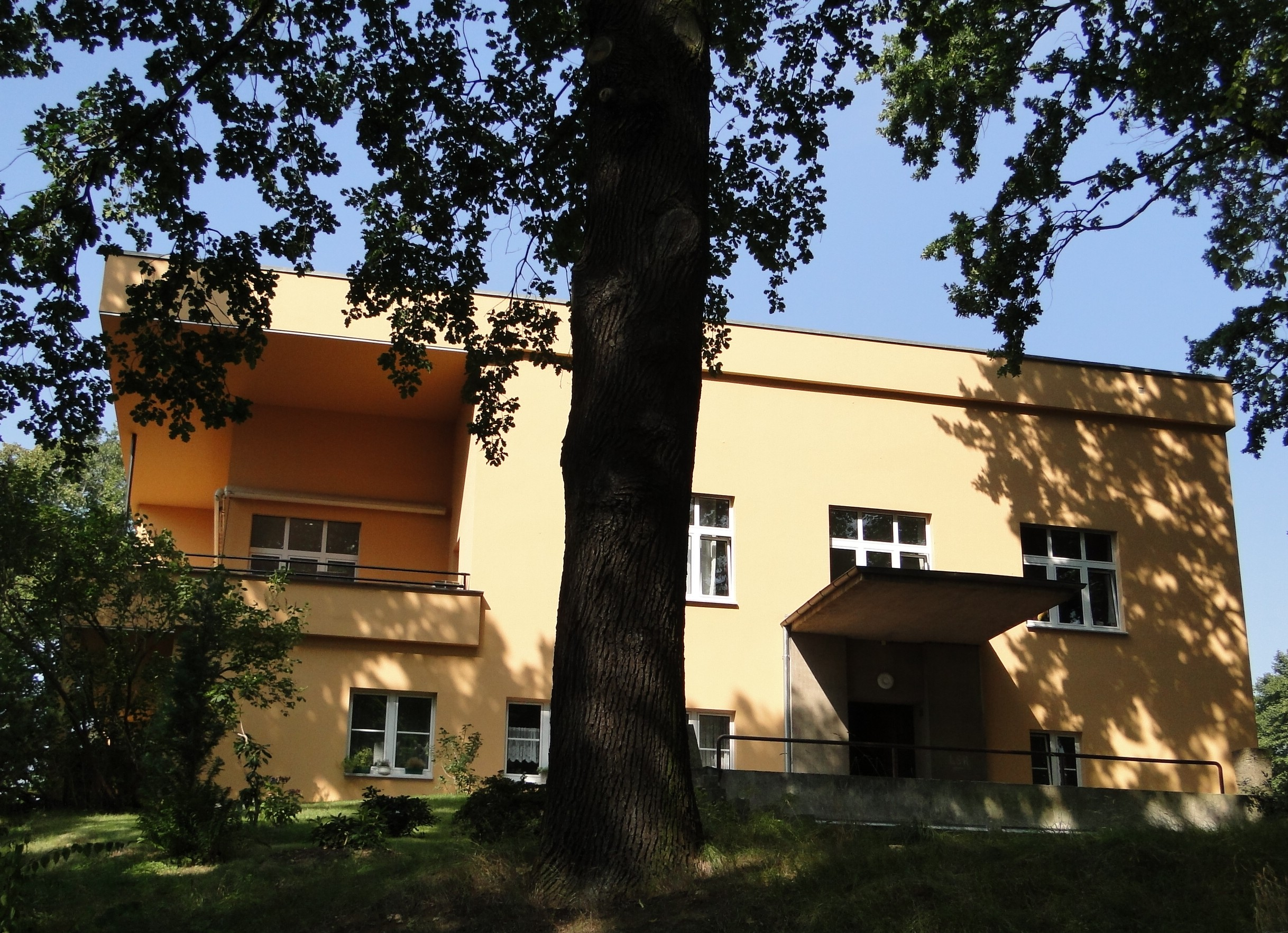
Villa Wollnerstraße

Die Mietvilla Wollnerstraße 3 ist ein Mehrfamilienhaus im Dresdner Stadtteil Wachwitz.

## Beschreibung
Die in den Jahren 1928 bis 1930 errichtete zweigeschossige Villa „ist der Neuen Sachlichkeit verpflichtet … [und zeigt] das Vokabular der Moderne.“ Elemente der Moderne sind die „strenge und schmucklose“ Gestaltung des Baukörpers und der überdachte, stützenlose Eckbalkon, der sich auf der linken Seite der Fassade mit Eingang befindet. Ebenso ohne Stützen kommt die weit vorgezogene Überdachung des Eingangs aus. Das Vestibül hat eine „dezente und wertvolle“ Ausstattung.